# Portmore United FC
El Portmore United FC és un club de futbol jamaicà de la ciutat de Portmore.

## Història
El Portmore United és un dels clubs històrics de Jamaica. Durant molts anys s'anomenà Hazard United FC. Començà a jugar a la Clarendon League de la Segona Divisió, pujant més tard a la Primera Divisió i finalment a la Craven A Premier League.
L'any 2003 canvià el seu nom per raons financeres. La Federació Jamaicana establí que els estadis de futbol havien de tenir un mínim de 1500 espectadors, fet que a la parròquia de Clarendon on jugava no n'hi havia cap. El club es traslladà a la parròquia veïna de Saint Catherine i s'establí al Ferdi Neita Sports Complex. L'any 2002 l'associació de futbol de St. Catherine suggerí al club que s'afiliés a la seva federació i el club decidí finalment adoptar el nom de Portmore United per trencar amb les antigues arrels.

## Palmarès
- Lliga jamaicana de futbol: [1]
  - 1993, 2003, 2005, 2008
- Copa jamaicana de futbol: [2]
  - 2000, 2003, 2005, 2007
- Campionat de clubs de la CFU: 
  - 2005

## Futbolistes destacats
- Russell Latapy
- Paul Young
- Anthony Corbett
- Linval Dixon
- Claude Davis
- Shavar Thomas
- Teafore Bennett
- Omar Daley
- Rudolph Austin